# Хосе Антоніо Маріно
Хосе Антоніо Маріна (ісп. José Antonio Marina, *1 липня, 1939, Толедо) — іспанський філософ та есеїст,  a veces pierde el AVE.